# 香港複印授權協會
香港複印授權協會是香港專責出版物的複印授權機構，是當地12家報社及14家雜誌社的全權代表。
香港複印授權協會現時與香港多間學校合作，推行試驗計劃，以監察學校採用報章作教學用途的頻率。

## 外部連結
- 香港複印授權協會網址 （页面存档备份，存于）